# Lijst van historische films
Hieronder staat een lijst van historische films gerangschikt per tijdvak. In deze lijst staat een beperkte selectie van oorlogsfilms, zie hiervoor ook Lijst van oorlogsfilms.

## Prehistorie
| Titel                                           | Periode                              | Tijdperk/Gebeurtenis                       |
| ----------------------------------------------- | ------------------------------------ | ------------------------------------------ |
| Walking with Monsters (2005, miniserie)         | 530.000.000−250.000.000 v.Chr.       | Paleozoïcum en Mesozoïcum                  |
| Walking with Dinosaurs (1999, miniserie)        | 220.000.000 v.Chr.−65.000.000 v.Chr. | Mesozoïcum                                 |
| Platvoet en zijn vriendjes (1988, animatie)     | ?                                    | Mesozoïcum                                 |
| Dinosaur (2000, animatie)                       | ?−65.000.000 v.Chr.                  | Krijt                                      |
| Walking with Beasts (2001, miniserie)           | 49.000.000−30.000 v.Chr.             | Cenozoïcum                                 |
| The Croods (animatiefilm, 2013)                 | ± 5.300.000−2.588.000 v.Chr.         | Plioceen, jagers en verzamelaars           |
| The Croods: A New Age (animatiefilm, 2020)      | ± 5.300.000−2.588.000 v.Chr.         | Plioceen, jagers en verzamelaars           |
| One Million B.C. (1940)                         | ± 1.000.000 v.Chr.                   | Pleistoceen, jagers en verzamelaars        |
| One Million Years B.C. (1966)                   | ± 1.000.000 v.Chr.                   | Pleistoceen, jagers en verzamelaars        |
| La Guerre du feu (1981)                         | 80.000 v.Chr.                        | Middenpaleolithicum                        |
| Caveman (1981)                                  | 80.000 v.Chr.                        | jagers en verzamelaars                     |
| Clan of the Cave Bear (1986)                    | 80.000                               | Neanderthalers                             |
| The Flintstones (1994)                          | 80.000                               | Stenen tijdperk                            |
| The Flintstones in Viva Rock Vegas (1997)       | 80.000                               | Stenen tijdperk                            |
| Homo Erectus (2007)                             |                                      | Stenen tijdperk                            |
| Ice Age (animatiefilm, 2001)                    | 80.000                               | IJstijd                                    |
| Ice Age: The Meltdown (animatiefilm, 2006)      | 80.000                               | eind-IJstijd                               |
| Ice Age: Dawn of the Dinosaurs (animatie, 2009) | 80.000                               | eind-IJstijd                               |
| Iceman (1984)                                   | 80.000                               | IJstijd                                    |
| Missing Link (1988)                             | 80.000                               | jagers en verzamelaars                     |
| Prehistoric Women (1950)                        | 80.000                               | jagers en verzamelaars                     |
| RRRrrrr!!! (2004)                               | 80.000                               | jagers en verzamelaars                     |
| Walking with Cavemen (2003)                     | 80.000                               | jagers en verzamelaars                     |
| Ice Age: Continental Drift (animatie, 2012)     | 79.984 v.Chr.                        |                                            |
| Ice Age: Collision Course (animatie, 2016)      | 79.979 v.Chr.                        |                                            |
| Alpha (2018)                                    | 20.000 v.Chr.                        | jagers en verzamelaars - Laatpaleolithicum |
| 10,000 BC (2008)                                | 10.000 v.Chr.                        | jagers en verzamelaars                     |

## Het oudeGriekenlanden deOudheid
| Titel                               | Periode              | Tijdperk/Gebeurtenis                                    |
| ----------------------------------- | -------------------- | ------------------------------------------------------- |
| Clash of the Titans (1981)          | 3000-2000 v.Chr.     | Griekse oudheid Griekse mythologie                      |
| Clash of the Titans (2010)          | 3000-2000 v.Chr.     | Griekse oudheid Griekse mythologie                      |
| Wrath of the Titans (2012)          | 3e millennium v.Chr. | Griekse oudheid Griekse mythologie                      |
| Nefertiti, Queen of the Nile (1961) | 14e eeuw v.Chr.      | Egyptische oudheid Nefertiti                            |
| Helen of Troy (1956)                | 1180 v.Chr.          | Griekse oudheid Trojaanse Oorlog                        |
| Helen of Troy (2003)                | 1180 v.Chr.          | Griekse oudheid Trojaanse Oorlog                        |
| Hercules (animatiefilm, 1997)       | 1180 v.Chr.          | Griekse oudheid                                         |
| Jason and the Argonauts (1963)      | 1180 v.Chr.          | Griekse oudheid                                         |
| Jason and the Argonauts (2000)      | 1180 v.Chr.          | Griekse mythologie Griekse oudheid                      |
| The Odyssey (1997)                  | 1180 v.Chr.          | Griekse oudheid                                         |
| Troy (2004)                         | 1180 v.Chr.          | Griekse oudheid Trojaanse Oorlog                        |
| Ulisse (1954)                       | 1180 v.Chr.          | Griekse mythologie Reis van Odysseus                    |
| The Fury of Achilles (1962)         | 900-801 v.Chr.       | Griekse mythologie Trojaanse Oorlog                     |
| Romolo e Remo (1961)                | ±753 v.Chr.          | pre-Romeinse Tijd Stichting van Rome (Romulus en Remus) |
| Saffo - Venere di Lesbo (1960)      | ±600 v.Chr.          | Griekse oudheid Sappho van Lesbos                       |
| Tomiris (2019)                      | ±530 v.Chr.          | Perzische Rijk Tomyris van de Massageten                |
| The 300 Spartans (1963)             | 480 v.Chr.           | Spartaanse tijd                                         |
| 300 (2007)                          | 480 v.Chr.           | Spartaanse tijd Slag om Thermopylae                     |
| 300: Rise of an Empire (2014)       | 480 v.Chr.           | Spartaanse tijd Themistocles en Artemisia I van Karië   |
| Alexander the Great (1956)          | 356-323 v.Chr.       | Alexander de Grote                                      |
| Alexander (2004)                    | 356-323 v.Chr.       | Alexander de Grote                                      |

## HetRomeinse Rijk
| Titel                                                 | Periode                 | Tijdperk/Gebeurtenis                                              |
| ----------------------------------------------------- | ----------------------- | ----------------------------------------------------------------- |
| Salambò (1960)                                        | 241 v.Chr. - 238 v.Chr. | Romeinse Tijd Huurlingenoorlog tegen Carthago                     |
| Cabiria (1914)                                        | 218 v.Chr. - 202 v.Chr. | Romeinse Tijd Tweede Punische Oorlog                              |
| Amazons and Gladiators (2001)                         | 100 v.Chr. - 100 n.Chr. | Romeinse Tijd                                                     |
| The Arena (1974)                                      | 100 v.Chr. - 100 n.Chr. | Romeinse Tijd                                                     |
| The Arena (2001)                                      | 100 v.Chr. - 100 n.Chr. | Romeinse Tijd                                                     |
| Maciste, Gladiatore di Sparta (1964)                  | 100 v.Chr. - 1 v.Chr.   | Romeinse Tijd                                                     |
| Julius Caesar (2003, miniserie)                       | 82 v.Chr. - 44 v.Chr.   | Romeinse Tijd (Caesar)                                            |
| Rome (2005-2007) (serie)                              | 76 v.Chr. - 13 v.Chr.   | Romeinse tijd (Julius Caesar & Augustus)                          |
| Spartacus (1960)                                      | 73 v.Chr. - 71 v.Chr.   | Romeinse Tijd (Spartacus)                                         |
| Spartacus (2004) (miniserie)                          | 73 v.Chr. - 71 v.Chr.   | Romeinse Tijd (Spartacus)                                         |
| Quo Vadis (1985) (miniserie)                          | 64 v.Chr. - 68 n.Chr.   | Romeinse Tijd (Nero)                                              |
| Imperium: Augustus (2003, miniserie)                  | 63 v.Chr. - 14 n.Chr.   | Romeinse Tijd (Augustus)                                          |
| Caesar the Conqueror (1962)                           | 54 v. Chr.              | Romeinse Tijd en gallische tijdperk (Gallische Oorlog)            |
| Asterix de Galliër (1967)                             | 51 v. Chr. - 486 n.Chr. | Romeinse Tijd en gallische tijdperk                               |
| Asterix en Cleopatra (1968)                           | 51 v.Chr. - 30 v.Chr.   | Romeinse Tijd en Egyptische tijdperk                              |
| Asterix verovert Rome (1976)                          | 51 v. Chr. - 486 n.Chr. | Romeinse Tijd en gallische tijdperk                               |
| Asterix contra Caesar (1985)                          | 51 v. Chr. - 486 n.Chr. | Romeinse Tijd en gallische tijdperk                               |
| Asterix en de Britten (1986)                          | 51 v. Chr. - 486 n.Chr. | Romeinse Tijd en gallische tijdperk                               |
| Asterix en de knallende ketel (1989)                  | 51 v. Chr. - 486 n.Chr. | Romeinse Tijd                                                     |
| Asterix in Amerika (1994)                             | 51 v. Chr. - 486 n.Chr. | Romeinse Tijd en Precolumbiaanse periode                          |
| Asterix & Obelix: Missie Cleopatra (2002)             | 51 v. Chr. - 486 n.Chr. | Romeinse Tijd en gallische tijdperk                               |
| Asterix and the Olympic Games (2008)                  | 51 v. Chr. - 486 n.Chr. | Romeinse Tijd en gallische tijdperk                               |
| Asterix en de Romeinse Lusthof (2014)                 | 51 v. Chr. - 486 n.Chr. | Romeinse Tijd en gallische tijdperk                               |
| Asterix: Het geheim van de toverdrank (2018)          | 51 v. Chr. - 486 n.Chr. | Romeinse Tijd en gallische tijdperk                               |
| Cleopatra (1999)                                      | 51 v.Chr. - 30 v.Chr.   | Romeinse Tijd en Egyptische tijdperk                              |
| Cleopatra (1963)                                      | 48 v.Chr. - 31 v.Chr.   | Romeinse Tijd en Egyptische tijdperk                              |
| The Slave: The Son of Spartacus (1962)                | 48 v.Chr.               | Romeinse Tijd                                                     |
| A Queen for Caesar (1962)                             | 48 v.Chr.               | Romeinse Tijd en Egyptische tijdperk (Cleopatra)                  |
| Julius Caesar (1953)                                  | 44 v.Chr. - 42 v.Chr.   | Romeinse Tijd (moord op Caesar en Romeinse burgeroorlog)          |
| Julius Caesar (1970)                                  | 44 v.Chr. - 42 v.Chr.   | Romeinse Tijd (Caesar)                                            |
| I, Claudius (1976) (serie)                            | 6 v.Chr. - 50 n.Chr.    | Romeinse Tijd (Claudius)                                          |
| Ben-Hur (1959)                                        | 1 n.Chr. - 26 n.Chr.    | Romeinse Tijd en Bijbelse tijdperk (Augustus en Tiberius)         |
| Ben-Hur (2016)                                        | 1 n.Chr. - 30 n.Chr.    | Romeinse Tijd en Bijbelse tijdperk (Augustus en Tiberius)         |
| The Robe (1953)                                       | ±32 n.Chr. - 37 n.Chr.  | Romeinse Tijd (Caligula en Tiberius)                              |
| Demetrius and the Gladiators (1954)                   | ±33 n.Chr. - 100 n.Chr. | Romeinse Tijd (Caligula, Messalina en Claudius)                   |
| Caligula (1979)                                       | ±37 n.Chr. - 41 n.Chr.  | Romeinse Tijd (Caligula)                                          |
| Caligula II: The Untold Story (1982)                  | ±37 n.Chr. - 41 n.Chr.  | Romeinse Tijd (Caligula)                                          |
| Caligula and Messalina (1981)                         | ±37 n.Chr. - 41 n.Chr.  | Romeinse Tijd (Caligula & Messalina)                              |
| The Affairs of Messalina (1951)                       | ±41 n.Chr. - 48 n.Chr.  | Romeinse Tijd (Messalina)                                         |
| Messalina (1960)                                      | ±41 n.Chr. - 48 n.Chr.  | Romeinse Tijd (Messalina)                                         |
| Messalina, Messalina! (1977)                          | ±41 n.Chr. - 48 n.Chr.  | Romeinse Tijd (Messalina)                                         |
| Imperium Nero (2004)                                  | ±41 n.Chr. - 62 n.Chr.  | Romeinse Tijd (Nero)                                              |
| Messalina vs. the Son of Hercules (1964)              | 42 n.Chr.               | Romeinse Tijd (Caligula & Messalina)                              |
| Mio Figlio Nerone (1956)                              | ±54 n.Chr. - 65 n.Chr.  | Romeinse Tijd (Nero)                                              |
| A Funny Thing Happened on the Way to the Forum (1966) | 54 n.Chr. - 68 n.Chr.   | Romeinse Tijd (Nero)                                              |
| Quo Vadis (1913)                                      | late 1e eeuw n.Chr.     | Romeinse Tijd (Nero)                                              |
| Satyricon (1969)                                      | 54 n.Chr. - 68 n.Chr.   | Romeinse Tijd Nero)                                               |
| Satyricon (1969)                                      | 54 n.Chr. - 68 n.Chr.   | Romeinse Tijd Nero)                                               |
| Pompeii (2014)                                        | 62 n.Chr. - 79 n.Chr.   | Romeinse Tijd (Titus) Vulkaanuitbarsting van de Vesuvius          |
| Quo Vadis (1951)                                      | 64 n.Chr. - 68 n.Chr.   | Romeinse Tijd (Nero)                                              |
| Quo Vadis? (2001) (miniserie)                         | 64 n.Chr.               | Romeinse Tijd (Nero)                                              |
| Imperium: Pompeii (2007) (miniserie)                  | 79 n.Chr.               | Vulkaanuitbarsting van de Vesuvius                                |
| Imperium: Nero (2004)                                 | 100 - 200 n.Chr.        | Romeinse Tijd (Nero)                                              |
| In the Days of Trajan (1913) (kortfilm)               | 100 n.Chr.              | Romeinse Tijd (Trajanus)                                          |
| Androcles and the Lion (1952)                         | 101 n.Chr. - 200 n.Chr. | Romeinse Tijd                                                     |
| The Eagle (2011)                                      | 140 n.Chr.              | Romeinse Tijd                                                     |
| The Fall of the Roman Empire (1964)                   | 180-192 n.Chr.          | Romeinse Rijk (begin van het verval, Marcus Aurelius en Commodus) |
| Gladiator (2000)                                      | ca. 180 n.Chr.          | Romeinse Tijd                                                     |
| Vercingetorix of Druids (2001)                        | 200-400 n.Chr.          | Romeinse Tijd en gallische tijdperk                               |
| Constantine the Great (1961)                          | 293 n.Chr. - 312 n.Chr. | Romeinse Tijd (Constantijn de Grote)                              |
| Katherine of Alexandria (2014)                        | 4e eeuw                 | Romeinse Tijd (Catharina van Alexandrië en Constantijn de Grote)  |
| Ágora (2009)                                          | 391 n.Chr.              | Romeinse Tijd (Hypatia)                                           |
| The Last Legion (2007)                                | 400 n.Chr.              | Val van het Romeinse Rijk                                         |
| Sant'Agostino (2010, miniserie)                       | 430 n.Chr.              | Val van het Romeinse Rijk - leven Augustinus van Hippo            |
| Attila the Hun (2001, miniserie)                      | 434-453 n.Chr.          | West-Romeinse Rijk en Byzantijnse Rijk Veldtocht Attila de Hun    |
| Attila (1954)                                         | 450 n.Chr.              | West-Romeinse Rijk en Byzantijnse Rijk Veldtocht Attila de Hun    |
| Asterix en de Vikingen (2006)                         | 789 - 1100 n.Chr.       | Vikingtijd                                                        |

## Bijbel
| Titel                                       | Periode                  | Tijdperk/Gebeurtenis                      |
| ------------------------------------------- | ------------------------ | ----------------------------------------- |
| The Bible: In the Beginning... (1966)       |                          | Bijbelse tijd - Genesis                   |
| Noah (2014)                                 | 2000 v.Chr. -1500 v.Chr. | De ark van Noah                           |
| Joseph: King of Dreams (animatiefilm, 2000) |                          | Bijbelse tijd - Genesis                   |
| The Annunciation (1984)                     |                          | Bijbelse tijd - Genesis en Prediker       |
| Sodom and Gomorrah (1962)                   |                          | Bijbelse tijd Sodom en Gomorra            |
| The Prince of Egypt (animatiefilm, 1998)    | 1300 v.Chr. -1201 v.Chr. | Bijbelse tijd - Exodus Ramses II / Seti I |
| Exodus: Gods and Kings (2014)               | 1300 v.Chr.              | Bijbelse tijd - Exodus Ramses II          |
| The Bible: Esther (1999)                    | 485 – 465 v.Chr.         | Bijbelse tijd - Ester                     |
| Barabbas (1962)                             | 50 v.Chr. - 50 n.Chr.    | Bijbelse tijd                             |
| Het evangelie volgens Matteüs (1964)        | 50 v.Chr. - 50 n.Chr.    | Bijbelse tijd                             |
| Jesus (1979)                                | 50 v.Chr. - 50 n.Chr.    | Bijbelse tijd                             |
| Jesus Christ Superstar (1973)               | 50 v.Chr. - 50 n.Chr.    | Bijbelse tijd                             |
| The Last Temptation of Christ (1988)        | 50 v.Chr. - 50 n.Chr.    | Bijbelse tijd                             |
| The Miracle Maker (animatiefilm, 2000)      | 50 v.Chr. - 50 n.Chr.    | Bijbelse tijd                             |
| The Nativity Story (2006)                   | 50 v.Chr. - 50 n.Chr.    | Geboorte van Christus                     |
| The Temptation of Christ (1987)             | 50 v.Chr. -50 n.Chr.     | Bijbelse tijd                             |
| The Robe (1953)                             | 50 v.Chr. - 50 n.Chr.    | Bijbelse tijd                             |
| Imperium: Saint Peter (2005)                | 1e eeuw n.Chr.           | Bijbelse tijd - Petrus                    |
| Mary Magdalene (2018)                       | 30 n.Chr.                | Kruisiging van Jezus                      |
| The Passion of the Christ (2004)            | 33 n.Chr.                | Sterven van Christus                      |

## Middeleeuwen
| Titel                                            | Periode       | Tijdperk/Gebeurtenis                                                |
| ------------------------------------------------ | ------------- | ------------------------------------------------------------------- |
| Beowulf & Grendel (2005)                         | 500           | Midden-Noord-Europa                                                 |
| The Holy Grail (1995)                            | 500           | Arthurlegende                                                       |
| Excalibur (1981)                                 | 500           | Arthurlegende                                                       |
| King Arthur (2004)                               | 500           | Arthurlegende einde van Romeinse tijd                               |
| First Knight (1995)                              | 500-600       | Arthurlegende                                                       |
| Knights of the Round Table (1953)                | 500-600       | Arthurlegende                                                       |
| Prince Valiant (1954)                            | 500-600       | Arthurlegende                                                       |
| Quest for Camelot (1998)                         | 500-600       | Arthurlegende                                                       |
| Tristan & Isolde (2006)                          | 500-600       | Arthurlegende einde Romeinse tijd                                   |
| Muhammad: The Messenger of God (2015)            | ca. 570-583   | Het leven van Mohammed                                              |
| Pathfinder (2007)                                | 600-800       | pré-tijd van de Vikingen                                            |
| The 13th Warrior (1999)                          | 600-900       | Midden-Noord-Europa                                                 |
| The Message / Al-Risalah (1976)                  | 610-632       | Het leven van Mohammed Opkomst islam in Midden-Oosten               |
| Redbad (2018)                                    | ca. 700-754   | Middeleeuws Friesland Leven Radboud                                 |
| The Assassin (2015)                              | 785-805       | Midden-Tang-dynastie                                                |
| Genji Monogatari (1951)                          | 794-1185      | Heianperiode, Japan                                                 |
| Murasaki Shikibu: Genji Monogatari (1987, anime) | 794-1185      | Heianperiode, Japan                                                 |
| Charlemagne (1993)                               | 800           | vroege Middeleeuwen                                                 |
| The Secret of Kells (2009, animatie)             | ca. 800       | Middeleeuws Ierland tijdens Vikingtijd Schrijfproces Boek van Kells |
| Viking (2005)                                    | 800-900       | Vikingtijd                                                          |
| The Long Ships (1964)                            | 800-900       | Vikingtijd                                                          |
| The Viking Queen (1967)                          | 800-900       | Vikingtijd                                                          |
| Eric the Viking (1989)                           | 800-900       | Noorse mythologie                                                   |
| Alfred the Great (1969)                          | 870           | Angelsaksische koning                                               |
| Pope Joan (2009)                                 | 853-855       | middeleeuws Europa Pausin Johanna                                   |
| Pope Joan (1972)                                 | ca. 855       | Heilige Roomse Rijk - Pausin Johanna                                |
| House of Flying Daggers (2004)                   | 859           | Tang-dynastie                                                       |
| The Northman (2022)                              | 895-10e eeuw  | Vikingtijd en legende van Amleth                                    |
| The Vikings (1958)                               | 900           | Vikingtijd                                                          |
| Curse of the Golden Flower (2006)                | 928           | Tang-dynastie                                                       |
| Monty Python and the Holy Grail (1975)           | 932           | Arthurlegende                                                       |
| Sennen no Koi - Hikaru Genji Monogatari (2001)   | ca. 973-1021  | Heianperiode, Japan Levensloop Murasaki Shikibu                     |
| Genji Monogatari: Sennen no Nazo (2011)          | ca. 998-1021  | Heianperiode, Japan                                                 |
| Lady Godiva of Coventry (1955)                   | 11e eeuw      | Angelsaksisch Engeland Lady Godiva en Eduard de Belijder            |
| El Cid (1961)                                    | 1040-1090     | Reconquista                                                         |
| The Crusaders (2004)                             | 1070-1099     | De Kruistochten                                                     |
| Kingdom of Heaven (2005)                         | 1095-1271     | De Kruistochten                                                     |
| Brother Cadfael (1994)                           | 1135-1145     | Normandisch Engeland                                                |
| The Lion in Winter (2003)                        | 1140          | familieaffaire Engelse troon                                        |
| Becket (1964)                                    | 1155-1170     | Moord op Thomas Becket                                              |
| Mongol (2007)                                    | 1172-1206     | Mongoolse rijk - Dzjengis Khan                                      |
| The Young Ivanhoe (1995)                         | 1180-1200     | vroegmiddeleeuws Engeland                                           |
| Ivanhoe (1952)                                   | 1180-1200     | vroegmiddeleeuws Engeland                                           |
| Robin Hood: Men in Tights (1993)                 | 1180-1200     | vroegmiddeleeuws Engeland                                           |
| Robin Hood: Prince of Thieves (1991)             | 1180-1200     | vroegmiddeleeuws Engeland                                           |
| Robin Hood (2010)                                | 1180-1200     | vroegmiddeleeuws Engeland                                           |
| The Lion in Winter (1968)                        | 1183          | Koninkrijk Engeland Hendrik II                                      |
| King Richard and the Crusaders (1954)            | 1185-1194     | De Kruistochten                                                     |
| Ladyhawke (1985)                                 | 1200-1400     | middeleeuws Europa                                                  |
| Mariken (2000)                                   | 1200-1300     | middeleeuws Nederland                                               |
| Kruistocht in spijkerbroek (2006)                | 1212          | De Kruistochten                                                     |
| Ironclad (2011)                                  | 1215          | Koninkrijk Engeland Tekenen Magna Carta Jan zonder Land             |
| Ironclad: Battle for Blood (2014)                | 1216          | Koninkrijk Engeland Periode na slag bij Rochester Castle            |
| Alexander Nevski (1938)                          | 1220-1261     | middeleeuws Rusland Slag op het IJs                                 |
| Floris (2004)                                    | 1200-1300     | middeleeuws Nederland                                               |
| Marco Polo (1982)                                | 1250-1325     | middeleeuws Europa-Azië                                             |
| I cavalieri che fecero l'impresa (2001)          | 1271-1272     | middeleeuws Frankrijk                                               |
| Braveheart (1995)                                | 1290-1305     | Schotse en Engelse Oorlogen                                         |
| I racconti di Canterbury (1972)                  | 14e eeuw      | Middeleeuws Engeland                                                |
| The Bruce (1996)                                 | 1300-1329     | Schotse en Engelse Oorlogen                                         |
| Flesh and Blood (1985)                           | 1300-1400     | Middeleeuws Italië                                                  |
| De Leeuw van Vlaanderen (1985)                   | 1302          | Vlaamse Opstand (1297-1305) en Guldensporenslag                     |
| The Name of the Rose (1986)                      | 1327          | middeleeuws Italië Inquisitie                                       |
| A Knight's Tale (2001)                           | 1340-1400     | Tijd van de Franse toernooien                                       |
| Il Decameron (1971)                              | ca. 1349-1360 | Heilige Roomse Rijk                                                 |
| Timeline (2003)                                  | 1357          | Honderdjarige Oorlog in de Dordogne                                 |
| Come Drink with Me (1966)                        | 1368-?        | Ming-dynastie                                                       |
| Musa the Warrior (2001)                          | 1375          | Ming-dynastie/Goryeo-dynastie                                       |
| The Reckoning (2003)                             | 1380          | middeleeuws Engeland                                                |
| Flavia the Heretic (1974)                        | ca. 1400      | middeleeuws Italië                                                  |
| The Hour of the Pig (1993)                       | 1403-1470     | laatmiddeleeuws Frankrijk                                           |
| Joan the Woman (1916)                            | 1412-1431     | Engelse-Franse Oorlog Jeanne d'Arc                                  |
| The Messenger (1999)                             | 1412-1431     | Engelse-Franse Oorlog Jeanne d'Arc                                  |
| Henry V (1989)                                   | 1422          | middeleeuws Engeland                                                |
| Joan of Arc (1948)                               | 1428-1431     | Engelse-Franse Oorlog                                               |
| Saint Joan (1957)                                | 1428-1456     | Honderdjarige Oorlog                                                |
| Joan of Arc (1999)                               | 1429-1431     | Honderdjarige Oorlog Jeanne d'Arc                                   |
| Jeanne (2019)                                    | 1429-1431     | Honderdjarige Oorlog Jeanne d'Arc                                   |
| Heilige Jeanne (1978)                            | 1430-1431     | Honderdjarige Oorlog                                                |
| Amours célèbres (1961)                           | ca. 1430-1880 | Franse geschiedenis                                                 |
| La Passion de Jeanne d'Arc (1928)                | 1431          | Jeanne d'Arc                                                        |
| Procès de Jeanne d'Arc (1962)                    | 1431          | Proces Jeanne d'Arc                                                 |
| Giovanna d'Arco al rogo (1954)                   | 1431          | Executie Jeanne d'Arc                                               |
| Dracula Untold (2014)                            | ±1448-1476    | Vorstendom Walachije / Ottomaanse Rijk                              |
| Dark Prince: The True Story of Dracula (2000)    | ±1448-1477    | Vorstendom Walachije Leven Vlad Dracula                             |
| Fetih 1453 (2012)                                | 1453          | Beleg en val van Constantinopel                                     |
| The Black Arrow (1985)                           | 1455-1487     | middeleeuws Engeland                                                |
| Luther (2003)                                    | 1483–1546     | middeleeuws Duitsland                                               |
| Richard III (1995)                               | 1485          | middeleeuws Engeland                                                |
| Los Borgia (2006)                                | ±1492-1519    | Huis Borgia                                                         |
| Lucrèce Borgia (1935)                            | ±1498-1503    | Huis Borgia                                                         |
| La Notte del Grande Assalto (1960)               | ±1499-1503    | Huis Borgia                                                         |

## Renaissanceenbarok/Vroegmoderne tijd
| Titel                                                                 | Periode          | Tijdperk/Gebeurtenis                                                                       |
| --------------------------------------------------------------------- | ---------------- | ------------------------------------------------------------------------------------------ |
| Contes Immoraux (1973) - segment 'Lucrezia Borgia'                    | 15e eeuw         | Huis Borgia / Lucrezia Borgia                                                              |
| A Man for All Seasons (1966)                                          | 1485-1535        | Regime koning Hendrik VIII Thomas More                                                     |
| 1492: Conquest of Paradise (1992)                                     | 1492             | Ontdekking van Amerika                                                                     |
| Los Borgia (2006)                                                     | ±1492-1519       | Huis Borgia                                                                                |
| Lucrèce Borgia (1935)                                                 | ±1498-1503       | Huis Borgia                                                                                |
| La Notte del Grande Assalto (1960)                                    | ±1499-1503       | Huis Borgia                                                                                |
| Henry VIII (2003)                                                     | 1500-1547        | Regime koning Hendrik VIII                                                                 |
| Der Golem (1920)                                                      | 16e eeuw         | Praag in Koninkrijk Bohemen                                                                |
| Apocalypto (2006)                                                     | ±1502            | Mayacultuur                                                                                |
| The Other Bolyn Girl (2008)                                           | 1530             | middeleeuws Engeland                                                                       |
| Ivan de Verschrikkelijke (1) (1944)                                   | 1547-1552        | levensloop Ivan IV van Rusland                                                             |
| Ivan de Verschrikkelijke (2) (1958)                                   | 1547-1584        | levensloop Ivan IV van Rusland                                                             |
| Elizabeth (1998)                                                      | 1558-1580        | Leven Elizabeth I van Engeland                                                             |
| Mary Queen of Scots (2018)                                            | 1569-1587        | Tijdperk Maria I van Schotland                                                             |
| Aguirre, the Wrath of God                                             | 1560             | Spaanse ontdekkingsreizen Zoektocht El Dorado                                              |
| Dangerous Beauty (1998)                                               | 1560-1591        | Middeleeuws Venetië                                                                        |
| The Countess (2009)                                                   | 1560-1614        | Koninklijk Hongarije / Vermeende misdaden Elisabeth Báthory                                |
| Cervantes (1967)                                                      | ca. 1569         | Leven jonge Miguel de Cervantes                                                            |
| Caravaggio (1986)                                                     | 1571-1610        | Leven Caravaggio                                                                           |
| Kenau (2014)                                                          | 1572-1573        | Beleg van Haarlem                                                                          |
| La reine Margot (1954)                                                | 1572             | Bartholomeusnacht                                                                          |
| La reine Margot (1994)                                                | 1572-1574        | Bartholomeusnacht                                                                          |
| Kagemusha (1980)                                                      | 1574             | Sengoku-periode                                                                            |
| Bound Heat: Demon's Claw (2006)                                       | ca. 1575-1614    | Misdaden Elisabeth Báthory                                                                 |
| Bound Heat: Blood Countess (2008)                                     | ca. 1575-1614    | Misdaden Elisabeth Báthory                                                                 |
| Bathory (2008)                                                        | 1575-1614        | Koninklijk Hongarije / Vermeende misdaden Elisabeth Báthory                                |
| Lady of Csejte (2015)                                                 | 1575-1614        | Vorstendom Transsylvanië / misdaden Elisabeth Báthory                                      |
| Il dominatore dei 7 mari (1962)                                       | jaren 1580       | Tachtigjarige Oorlog                                                                       |
| Elizabeth: The Golden Age (2007)                                      | 1585-1600        | Spaans-Engelse Oorlog                                                                      |
| The Execution of Mary Stuart (1895)                                   | 1587             | Executie van Maria Stuart                                                                  |
| Shakespeare in Love (1998)                                            | 1588             | Leven William Shakespeare                                                                  |
| Contes Immoraux (1973) - segment 'Erzsebet Bathory'                   | ca. 1590-1610    | Koninklijk Hongarije / Misdaden Elisabeth Báthory                                          |
| Nova Zembla (2011)                                                    | 1596-1597        | Ontdekkingsreis van Willem Barentsz en Jacob van Heemskerck                                |
| Shogun (1980)                                                         | 1598-1610        | Sengoku-periode                                                                            |
| Beatrice Cenci (1969)                                                 | 1599             | Italiaanse renaissance Levensloop Cenci-geslacht                                           |
| Othello (1952)                                                        | 1600             | Republiek Venetië                                                                          |
| Othello (1995)                                                        | 1600             | Republiek Venetië                                                                          |
| The New World (2005)                                                  | 1607             | Oprichting van de nederzetting Jamestown, Virginia Levensverhalen John Smith en Pocahontas |
| Countess Dracula (1971)                                               | ±1610            | Koninklijk Hongarije                                                                       |
| Benedetta (2021)                                                      | ±1619-1623       | Italiaanse renaissance - levensloop Zuster Benedetta Carlini                               |
| The Three Musketeers (1993)                                           | 1625             | Franse renaissance                                                                         |
| The Three Musketeers (2011)                                           | 1625             | Franse renaissance                                                                         |
| Cromwell (1970)                                                       | 1630-1658        | Engelse Burgeroorlog Oliver Cromwell                                                       |
| Silence (2016)                                                        | tussen 1630-1660 | Edoperiode Japan Missie van de jezuïeten                                                   |
| The Musketeer (2001)                                                  | 1631             | Leven D'Artagnan                                                                           |
| Tulip Fever (2017)                                                    | ca. 1634-1637    | Tulpenmanie, Nederland                                                                     |
| Don Cesare di Bazan (1942)                                            | ca. 1640-1659    | Catalaanse opstand                                                                         |
| The Mission (1986)                                                    | 1641-1750        | Jezuïetenmissies in Zuid-Amerika                                                           |
| The Man in the Iron Mask (1977)                                       | 1643-1715        | Franse renaissance                                                                         |
| To Kill a King (2002)                                                 | 1649             | Strijd om de Engelse troon                                                                 |
| Charles II (2003)                                                     | 1650-1685        | Leven Karel II van Engeland                                                                |
| Michiel de Ruyter (2015)                                              | 1653             | Engels-Nederlandse oorlogen / Leven Michiel de Ruyter                                      |
| The Man in the Iron Mask (1998)                                       | 1658-1660        | Franse renaissance                                                                         |
| The Libertine (2004)                                                  | 1660-1680        | De Restauratie aan het Engelse hof                                                         |
| The Fifth Musketeer (1979)                                            | 1660-1667        | Franse renaissance                                                                         |
| England, My England (1995)                                            | 1660-1695        | De Restauratie, Charles II en James II De Glorious Revolution                              |
| Le Roi danse (2000)                                                   | 1661             | Leven Lodewijk XIV                                                                         |
| The Reckoning (2020)                                                  | 1665             | Heksenvervolging Engeland Pestepidemie                                                     |
| The Scarlet Letter (1995)                                             | 1667             | De Nieuwe Wereld (Amerika)                                                                 |
| Stage Beauty (2005)                                                   | 1670             | Leven Edward Kynaston                                                                      |
| Vatel (2000)                                                          | 1671             | Hollandse Oorlog                                                                           |
| The Bloody Judge (1970)                                               | 1685             | Heksenvervolging Engeland Bewind rechter Lord George Jeffreys                              |
| The Crucible (1957), ook bekend als Les sorcières de Salem, Hexenjagd | 1692             | Heksenvervolging in Salem (Massachusetts)                                                  |
| The Crucible (1996)                                                   | 1692             | Heksenvervolging in de Nieuwe Wereld                                                       |

## Vroegmoderne tijd /18e eeuw
| Titel                                 | Periode             | Tijdperk/Gebeurtenis                                                                                                |
| ------------------------------------- | ------------------- | --- |
| Rob Roy (1995)                        | 1700-1734           | Leven Robert Roy MacGregor                                                                                          |
| Rapa Nui (1994)                       | 1700                | Beeldenopstand op Paaseiland                                                                                        |
| Farinelli (1994)                      | 1705-1782           | Opera in Italië |
| Pirates (1986)                        | 1716-1730           | Piratentijd |
| Pirates of the Caribbean (2003)       | 1716-1730           | Piratentijd |
| Prey (2022)                           | 1719                | Comanche-stam van de Great Plains                                                                                   |
| Casanova (2005)                       | 1725                | Italiaanse renaissance Leven Giacomo Casanova                                                                       |
| Robinson Soll Nicht Sterben (1957)    | 1730                | Leven Daniel Dafoe Schrijfproces Robinson Crusoe                                                                    |
| Hoe duur was de suiker (2013)         | 1747                | Nederlands kolonialisme Suriname                                                                                    |
| Barry Lyndon (1975)                   | 1750                | Ierland, 18e eeuw                                                                                                   |
| Roots (1977)                          | 1750                | Slavernij |
| Fanfan la Tulipe                      | 1752-1763           | Zevenjarige Oorlog                                                                                                  |
| The Last of the Mohicans (1920)       | 1757                | Franse en Indiaanse Oorlog                                                                                          |
| The Last of the Mohicans (1936)       | 1757                | Franse en Indiaanse Oorlog                                                                                          |
| The Last of the Mohicans (1992)       | 1757                | Franse en Indiaanse Oorlog                                                                                          |
| Marquis de Sade (1996)                | 1760-1814           | Leven Markies de Sade                                                                                               |
| Le Pacte des loups (2001)             | 1764-jaren 1780     | Franse Revolutie |
| Napoleon (2002)                       | 1769-1821           | Leven Napoleon Bonaparte                                                                                            |
| Amadeus (1984)                        | ca. 1770-1791       | Leven Wolfgang Amadeus Mozart                                                                                       |
| The Affair of the Necklace (2001)     | 1772-1785           | Aanloop tot Franse Revolutie                                                                                        |
| The Crossing (2000)                   | 1774-1776           | Amerikaanse Revolutie                                                                                               |
| The Patriot (2000)                    | 1775-1783           | Amerikaanse Revolutie                                                                                               |
| Le Joueur d'échecs (1927)             | 1776                | Pools Litouwen |
| Ridicule (1996)                       | 1780                | Franse hof Lodewijk XVI van Frankrijk                                                                               |
| Dangerous Liaisons (1988)             | 1780-1791           | Franse hof Lodewijk XVI van Frankrijk                                                                               |
| Revolution (1985)                     | 1780-1783           | Amerikaanse Revolutie                                                                                               |
| Shaka Zulu                            | 1786-1828           | Britse rijk |
| Marquis de Sade: Justine (1969)       | ±1787               | Koninkrijk Frankrijk voorafgaand tot Franse Revolutie Schrijfproces roman Justine van De Sade tijdens gevangenschap |
| The Bounty (1984)                     | 1787-1789           | Muiterij op de Bounty                                                                                               |
| The Madness of King George (1994)     | 1788                | Leven George III |
| Marie Antoinette (2006)               | 1789                | Franse Revolutie |
| Marie Antoinette (1938)               | 1789                | Franse Revolutie |
| Un peuple et son roi (2018)           | 1789                | Franse Revolutie |
| La Révolution française (1989)        | 1789                | Franse Revolutie |
| La Nuit de Varennes (1982)            | 1791                | Franse Revolutie / Vlucht naar Varennes                                                                             |
| Degrees of Latitude (2004)            | 18e eeuw            | |
| Casanova (1976)                       | 18e eeuw            | Late jaren Giacomo Casanova in Europa                                                                               |
| Longitude (2000)                      | 18e eeuw / 20e eeuw | Ontwikkeling chromometer                                                                                            |
| Crouching Tiger, Hidden Dragon (2000) | 18e eeuw            | Qing-dynastie |
| Fury (1973)                           | 18e eeuw            | Tsaardom Rusland |

## Moderne tijd/19e eeuw
| Titel                                                 | Periode         | Tijdperk/Gebeurtenis                                                      |
| ----------------------------------------------------- | --------------- | ------------------------------------------------------------------------- |
| Quills (2000)                                         | 1800-1814       | Laatste levensjaren Markies de Sade                                       |
| Pride and Prejudice (2005)                            | ca. 1800        | Koninkrijk Groot-Brittannië                                               |
| Sense and Sensibility (1995)                          | ca. 1800        | Koninkrijk Groot-Brittannië                                               |
| Mansfield Park (1999)                                 | ca. 1800        | Koninkrijk Groot-Brittannië                                               |
| Persuasion (2007)                                     | ca. 1800        | Koninkrijk Groot-Brittannië                                               |
| Northanger Abbey (2007)                               | ca. 1800        | Koninkrijk Groot-Brittannië                                               |
| Contes Immoraux (1973) - segment 'Therese Philosophe' | 19e eeuw        | Libertijns Frankrijk                                                      |
| Hamlet (1996)                                         | 19e eeuw        |                                                                           |
| The Duellists (1977)                                  | 1804-1815       | Napoleontische oorlogen                                                   |
| Austerlitz (1960)                                     | 1804-1805       | Napoleontische oorlogen Slag bij Austerlitz                               |
| Master and Commander (2003)                           | 1805            | Europese zeemacht                                                         |
| Marat/Sade                                            | 1808-1809       | Laatste levensjaren Markies de Sade                                       |
| Le Fils de Caroline Chérie (1955)                     | ca. 1810        | Napoleontische oorlogen in Spanje                                         |
| Die Schöne Lügnerin (1959)                            | 1815            | Keizerrijk Oostenrijk                                                     |
| Vénus Noire (2010)                                    | 1815            | Slavernij Kaapkolonie / Frankrijk Levensloop Saartjie Baartman            |
| Les Misérables (1958)                                 | 1815-1832       | Restauratie (Frankrijk)                                                   |
| The Count of Monte Cristo (2002)                      | 1815-1838       | Julimonarchie                                                             |
| The Count of Monte Cristo (1975)                      | 1815-1838       | Julimonarchie                                                             |
| Il gattopardo (1963)                                  | 1815-1871       | Risorgimento                                                              |
| Max Havelaar (1976)                                   | 1830            | Kolonialisme Nederlands-Indië                                             |
| Oliver Twist (2005)                                   | 1830            | Victoriaans tijdperk                                                      |
| Les Sœurs Brontë (1979)                               | 1834-1852       | Leven gezusters Brontë                                                    |
| The Alamo (2004)                                      | 1836            | Texaanse Onafhankelijkheidsoorlog                                         |
| Amistad (1997)                                        | 1839            | Opstand slavenschip de Amistad                                            |
| Ammonite (2020)                                       | 1840            | Victoriaans tijdperk Leven Mary Anning                                    |
| Wong Fei Hung (1991)                                  | 1847-1924       | Leven Wong Fei-hung                                                       |
| Creation (2009)                                       | 1851-1858       | Levensloop Charles Darwin                                                 |
| Sissi (1955)                                          | 1853            | Oostenrijk-Hongarije                                                      |
| Sissi – De jonge keizerin (1956)                      | 1854            | Oostenrijk-Hongarije                                                      |
| The Charge of the Light Brigade (1968)                | 1854            | Krimoorlog                                                                |
| The Bushido Blade (1981)                              | 1854            | Edoperiode Japan Conventie van Kanagawa                                   |
| Gods and Generals (2003)                              | 1858-1863       | Amerikaanse Burgeroorlog                                                  |
| Anna and the King (1999)                              | 1860            | Levensloop Anna Leonowens en koning Rama IV                               |
| Il gattopardo (1963)                                  | 1860            | Koninkrijk der Beide Siciliën Italiaanse eenwording                       |
| Gangs of New York (2002)                              | 1860-1863       | Conflicten Ierse immigranten in New York                                  |
| Sissi – De woelige jaren (1957)                       | jaren 1860      | Oostenrijk-Hongarije                                                      |
| Bury My Heart at Wounded Knee (2007)                  | jaren 1860-1870 | Indianen in Westelijke Verenigde Staten                                   |
| Gone with the Wind (1939)                             | 1861-1865       | Amerikaanse Burgeroorlog                                                  |
| Cold Mountain (2003)                                  | 1861-1865       | Amerikaanse Burgeroorlog                                                  |
| Mrs. Brown (1997)                                     | 1861            | Brits vorstenhuis                                                         |
| Anna and the King of Siam (1946)                      | 1862            | Levensloop Anna Leonowens en koning Rama IV                               |
| Glory (1989)                                          | 1862            | Amerikaanse Burgeroorlog                                                  |
| The Good, the Bad and the Ugly (1966)                 | 1862            | Amerikaanse Burgeroorlog Veldtocht in New Mexico                          |
| The Iron Horse (1924)                                 | ±1862-1869      | Wilde Westen Aanleg Transcontinental Railroad                             |
| Dances with Wolves (1990)                             | 1863            | Amerikaanse Burgeroorlog Indianenreservaat                                |
| Ludwig (1973)                                         | 1864-1885       | Koninkrijk Beieren Lodewijk II van Beieren                                |
| The Birth of a Nation (1915)                          | 1865            | grondlegging Ku Klux Klan                                                 |
| Senso (1954)                                          | 1866            | Risorgimento - Pruisisch-Oostenrijkse Oorlog                              |
| The Claim (2000)                                      | 1867            | Goudkoorts                                                                |
| Wyatt Earp (1994)                                     | 1868-1890       | Amerikaanse westen                                                        |
| Zulu (1964)                                           | 1872            | Anglo-Boerenoorlog                                                        |
| The Last Samurai (2003)                               | 1876            | Modernisatie van Japan                                                    |
| Tombstone (1993)                                      | 1879            | Amerikaanse westen                                                        |
| Mayerling (1968)                                      | 1880            | Oostenrijk-Hongarije Leven Rudolf van Oostenrijk                          |
| The Four Feathers (2002)                              | 1882            | Britse rijk                                                               |
| Camille Claudel (1988)                                | 1882-1914       | Leven Camille Claudel                                                     |
| Khartoum (1966)                                       | 1885            | Britse rijk                                                               |
| Citizen Kane (1941)                                   | 1887-1905       | Spaans-Amerikaanse Oorlog Levensloop gebaseerd op William Randolph Hearst |
| Daens (1993)                                          | 1888            | Industriële revolutie                                                     |
| Jack the Ripper (1959)                                | 1888            | Victoriaans tijdperk Seriemoorden van Jack the Ripper                     |
| Jack the Ripper (1976)                                | 1888            | Victoriaans tijdperk Seriemoorden van Jack the Ripper                     |
| Jack the Ripper (1988, miniserie)                     | 1888            | Victoriaans tijdperk Seriemoorden van Jack the Ripper                     |
| Publieke Werken (2015)                                | 1888            | Nederland, 19e eeuw                                                       |
| Far and Away (1992)                                   | 1890-1893       | Ierland en VS, 19e eeuw                                                   |
| The Call of the Wild (2020)                           | 1890-1899       | Goldrush van Klondike                                                     |
| Once Upon a Time in the West (1968)                   | eind 19e eeuw   | Afloop Wilde Westen                                                       |
| Vizi Privati, Pubbliche Virtú (1976)                  | 1889            | Oostenrijk-Hongarije Leven Rudolf van Oostenrijk                          |
| De Mayerling à Sarajevo (1940)                        | 1889-1914       | Oostenrijk-Hongarije Levens Frans Ferdinand en Sophie Chotek              |
| Kim (1984)                                            | 1894            | Brits-Indië                                                               |
| The Call of the Wild: Dog of the Yukon (1997)         | 1897            | Goldrush van Klondike                                                     |
| Die Blechtrommel (1979)                               | 1899-jaren '40  | Opkomend nationaalsocialisme                                              |

## Fin de siècle/Belle époque
| Titel                                              | Periode    | Tijdperk/Gebeurtenis      |
| -------------------------------------------------- | ---------- | ------------------------- |
| Russian Ark (2002)                                 | 1850       | Keizerrijk Rusland        |
| Age of Innocence (1993)                            | 1870       | VS, 19e eeuw              |
| Eline Vere (1991)                                  | jaren 1880 | Nederland, 19e eeuw       |
| Topsy-Turvy (1999)                                 | 1884-1885  | Engelse aristocratie      |
| The Barber of Siberia (Sibirskiy tsiryulnik, 1998) | 1885       | Rusland van de 19e eeuw   |
| Moulin Rouge! (2001)                               | 1899       | Frankrijk van de 19e eeuw |

## 1900 - 1940
| Titel                                                 | Periode        | Tijdperk/Gebeurtenis                                                          |
| ----------------------------------------------------- | -------------- | ----------------------------------------------------------------------------- |
| 55 Days at Peking (1963)                              | 1900           | Bokseropstand, China                                                          |
| Call of the Wild                                      | 1900           | Goldrush van Klondike                                                         |
| Antonieta (1982)                                      | 1900-1931      | Levensverhaal Antonieta Rivas Mercado                                         |
| Novecento (1976)                                      | 1900-1945      | Boerenonderdrukking en opkomst fascisme in Italië                             |
| The Wind and the Lion (1975)                          | 1904           | Marokko in 1904                                                               |
| Nicholas and Alexandra (1971)                         | 1904-1918      | Tsaar Nicolaas II Russische Revolutie                                         |
| Pantserkruiser Potjomkin (1925)                       | 1905           | Proteststaking op de Potemkin Russische Revolutie                             |
| Fist of Fury (1972)                                   | 1908           | Afloop Qing-dynastie / Japanse bezettingszone Shanghai                        |
| The Last Emperor (1987)                               | 1908-1950      | Keizer Puyi en afloop Qing-dynastie Republiek China en de Culturele Revolutie |
| A Night to Remember (1958)                            | 1912           | scheepvaart 20e eeuw / scheepsramp Titanic                                    |
| Legends of the Fall (1994)                            | 1912-1940      | WO-I tot drooglegging                                                         |
| S.O.S. Titanic (1979)                                 | 1912           | scheepvaart 20e eeuw en scheepsramp Titanic                                   |
| Titanic (1943)                                        | 1912           | scheepvaart 20e eeuw en scheepsramp Titanic                                   |
| Titanic (1996, miniserie)                             | 1912           | scheepvaart 20e eeuw / scheepsramp Titanic                                    |
| Titanic (1997)                                        | 1912           | scheepvaart 20e eeuw / scheepsramp Titanic                                    |
| The Promise (2016)                                    | ±1914          | laatste dagen Ottomaanse Rijk, voorafgaand naar de Armeense Genocide          |
| Sarajevo (2014)                                       | 1914           | Moord op Frans Ferdinand van Oostenrijk voorafgaand WOI                       |
| Mata Hari (1985)                                      | 1914-1917      | WOI Leven Mata Hari                                                           |
| Shackleton (2002)                                     | 1914           | Endurance-expeditie door Ernest Shackleton                                    |
| Der Rote Baron (2008)                                 | 1916-1918      | Eerste Wereldoorlog Leven baron Manfred von Richthofen                        |
| Doctor Zhivago (1965)                                 | 1916-1920      | Russische Revolutie                                                           |
| Pretty Baby (1978)                                    | 1917           | Laatste maanden legale prostitutie in Storyville, New Orleans                 |
| Mata Hari (1931)                                      | 1917           | WOI Leven Mata Hari                                                           |
| Tradita (1954)                                        | ca. 1918       | Keizerrijk Oostenrijk                                                         |
| Once Upon a Time in America (1984)                    | 1918-1968      | Joods getto in New York drooglegging                                          |
| The Magdalene Sisters (2002)                          | 1920-1950      | Rooms-katholiek Ierland begin 20e eeuw                                        |
| The Color Purple (1985)                               | 1920-1955      | Afro-Amerikaanse integratie                                                   |
| Road to Perdition (2002)                              | jaren 20       | drooglegging                                                                  |
| O Brother, Where Art Thou? (2000)                     | jaren 20       | Verenigde Staten van begin 20e eeuw                                           |
| Hoffa (1992)                                          | jaren 20       | drooglegging                                                                  |
| Max (2002)                                            | jaren 20       | opkomst Hitler                                                                |
| All the King's Men (1949)                             | jaren 20 en 30 | Grote Depressie Amerikaanse Zuiden                                            |
| Chicago (2002)                                        | jaren 20 en 30 | midden USA                                                                    |
| Angela's Ashes (1999)                                 | jaren 20 en 30 | Ierland van begin 20e eeuw                                                    |
| Michael Collins (1996)                                | 1922-1923      | Ierse Burgeroorlog                                                            |
| Shadow of the Vampire (2000)                          | 1922           | Filmproductie van Nosferatu, eine Symphonie des Grauens                       |
| For Greater Glory: The True Story of Cristiada (2012) | 1926-1929      | Cristero-oorlog                                                               |
| Allah'ın Sadık Kulu: Barla (2011)                     | 1926-1934      | Beginjaren van Turkije                                                        |
| Gandhi (1982)                                         | 1928-1948      | Leven van Gandhi                                                              |
| Memoirs of a Geisha (2005)                            | 1929-1946      | Japan voor de Tweede Wereldoorlog                                             |
| L'Amant (1992)                                        | 1929           | Indochina jaren '20                                                           |
| Lion of the Desert (1981)                             | 1929           | Twintigjarige oorlog Libische Bedoeïenen en Koninklijk Italiaans Leger        |
| The Untouchables (1987)                               | jaren 30       | drooglegging Al Capone                                                        |
| Cabaret (1972)                                        | jaren 30       | Showbizz in nazi-Duitsland                                                    |
| The Grapes of Wrath (1940)                            | jaren 30       | Grote Depressie                                                               |
| Hitler: The Rise of Evil (2003)                       | 1930-1938      | opkomst Hitler                                                                |
| Amelia (2008)                                         | 1931-1937      | levensloop Amelia Earhart                                                     |
| The Damned (1969)                                     | 1933           | Nazisme Rijksdagbrand                                                         |
| La Passante du Sans-Souci (1982)                      | 1933           | Nazisme                                                                       |
| Paper Moon (1973)                                     | 1936           | Grote Depressie in de VS                                                      |
| The Hindenburg (1975)                                 | 1937           | Nazisme / Hindenburg-ramp Tweede Wereldoorlog                                 |
| Hindenburg (2011, miniserie)                          | 1937           | Nazisme Hindenburg-ramp                                                       |
| For Whom the Bell Tolls (1942)                        | 1937           | Spaanse Burgeroorlog                                                          |
| Il giardino dei Finzi-Contini (1970)                  | ca. 1938-1943  | Fascisme in Koninkrijk Italië Nazisme                                         |
| La niña de tus ojos (1998)                            | 1938           | Spaanse Burgeroorlog                                                          |
| Voyage of the Damned (1976)                           | 1939           | Nazisme Joodse vluchtelingenreis op de oceaanstomer St. Louis                 |
| Rogue Male (1977)                                     | 1939           | Nazisme                                                                       |
| Australia (2008)                                      | 1939-1942      | Tweede Wereldoorlog Bombardement op Darwin                                    |
| Charlotte (1981)                                      | 1939-1943      | levensloop Charlotte Salomon Nazisme                                          |
| The Assassination of Trotsky (1972)                   | 1940           | Moord op Trotski                                                              |

## Eerste Wereldoorlog(1914-1918)
(zie ook Lijst van oorlogsfilms)
- 1917 (2019)
- J'Accuse! (1919)
- All Quiet on the Western Front (1930)
- All Quiet on the Western Front (1979)
- The Big Parade (1925)
- Les Croix de Bois (1932)
- Paths of Glory (1957)
- Doctor Zhivago (1965)
- Gallipoli (1981)
- La Grande Illusion (1937)
- Im Westen Nichts Neues (2022)
- Johnny Got His Gun (1971)
- Joyeux Noël (2005)
- Kameradschaft (1931)
- King & Country (1964)
- Lawrence of Arabia (1962)
- Legends of the Fall (1994)
- Un Long Dimanche de Fiançailles (2004)
- Mata Hari (1931)
- Mata Hari (1985)
- Paths of Glory (1957)
- Reds (1981)
- Der Rote Baron (2008)
- Waterloo Bridge (1931)
- Waterloo Bridge (1940)
- Westfront 1918: Vier von der Infanterie (1930)
- Wings (1927)
- Wonder Woman (2017)

## Tweede Wereldoorlog(1940-1945)
(zie ook Lijst van oorlogsfilms)
- De aanslag (1986)
- All the Queen's Men (2001)
- Anthropoid (2016)
- Band of Brothers (2001, serie)
- The Best Years of Our Lives (1946)
- Biruma no Tategoto (1956)
- Die Blechtrommel (1979)
- Das Boot (1981)
- The Boy in the Striped Pyjamas (2008)
- The Bridge on the River Kwai (1957)
- A Bridge Too Far (1977)
- Captain America: The First Avenger (2011)
- Captain Corelli's Mandolin (2001)
- Carve Her Name with Pride (1958)
- Casablanca (1942)
- Coach to Vienna (1966)
- Conspiracy (2001)
- The Courageous Heart of Irena Sendler (2009)
- Defiance (2008)
- The Devil's Arithmetic (1999)
- The Devil's Rock (2011)
- Devils on the Doorstep (2000)
- The Diary of Anne Frank (1959)
- Dresden (2006)
- Dunkirk (2017)
- Die Ehe der Maria Braun (1978)
- Empire of the Sun (1987)
- Enemy at the Gates (2001)
- Enigma (2001)
- Escape from Sobibor (1987)
- Fatherland (1994)
- Les Femmes de l'Ombre (2008)
- Force 10 from Navarone (1978)
- Fünf Letzte Tage (1982)
- The Gestapo's Last Orgy (1977)
- The Great Dictator (1940)
- The Great Escape (1963)
- The Grey Zone (2001)
- The Guns of Navarone (1961)
- Ike (1979)
- Inglourious Basterds (2009)
- Jacob the Liar (1999)
- Judgment at Nuremberg (1961)
- Lacombe Lucien (1974)
- Der Letzte Zug (2006)
- Lidice (2011)
- The Longest Day (1962)
- Magnificent Warriors (1987)
- Malèna (2000)
- Het Meisje met het Rode Haar (1981)
- Merry Christmas, Mr. Lawrence (1983)
- Mijn Beste Vriendin Anne Frank (2021)
- Modern Times (1936)
- Ningen no Jôken (1959)
- Nirgendwo in Afrika (2001)
- Nuremberg (2000)
- Oeroeg (1993)
- Oorlogswinter (2008)
- Paisà (1946)
- Pearl Harbor (2001)
- The Pianist (2002)
- Puppet Master III: Toulon's Revenge (1991)
- Roma, città aperta (1945)
- Rommel (2012)
- Salò o le 120 giornate di Sodoma (1975)
- Salon Kitty (1976)
- Saving Private Ryan (1998)
- Saints and Soldiers (2003)
- Schindler's List (1993)
- Senso '45 (2002)
- Seven Years in Tibet (1997)
- Soldaat van Oranje (1977)
- Sophie Scholl - die letzten Tage (2005)
- Stalingrad (1993)
- Suite Française (2014)
- Des Teufels General (1955)
- The Thin Red Line (1998)
- To End All Wars (2001)
- U-571 (2000)
- Der Untergang (2004)
- The Pacific (2010)
- Uprising (2001)
- Varian's War (2001)
- Valkyrie (2008)
- Le Vieux Fusil (1975)
- La vita è bella (1997)
- Voskhozhdenie (1977)
- Die Weiße Rose (1982)
- Waar Is Anne Frank (2021)
- Where Eagles Dare (1968)
- Windtalkers (2002)
- Zwartboek (2006)

## 1946 - heden
| Titel                                                    | Periode        | Tijdperk/Gebeurtenis                                                                              |
| -------------------------------------------------------- | -------------- | ------------------------------------------------------------------------------------------------- |
| The English Patient (1996)                               | 1946           | Einde WOII                                                                                        |
| In Tranzit (2007)                                        | 1946           | Einde WOII / Sovjet-Unie                                                                          |
| De Oost (2020)                                           | 1946           | Indonesische Onafhankelijkheidsoorlog                                                             |
| Cry Freedom (1987)                                       | 1946-1977      | Apartheid                                                                                         |
| The Black Dahlia (2006)                                  | 1947           | Moord op Elizabeth Short                                                                          |
| Germania anno zero (1948)                                | 1947           | Geallieerde bezettingszones in Berlijn                                                            |
| Kon-Tiki (2012)                                          | 1947           | Avonturier Thor Heyerdahl                                                                         |
| Judgment at Nuremberg (1961)                             | 1947           | Processen van Neurenberg                                                                          |
| A Beautiful Mind (2001)                                  | 1947-1994      | Levensloop John Nash                                                                              |
| Gemmeker (2020)                                          | 1948           | Ondervraging oorlogsmisdaden ex-kampcommandant Albert Konrad Gemmeker                             |
| Marina (2013)                                            | 1948           | Mijnwerkers België; Rocco Granata                                                                 |
| Malcolm X (1992)                                         | 1950-1965      | Rassenhaat in Amerika                                                                             |
| MASH (1970)                                              | 1950-1953      | Koreaanse Oorlog                                                                                  |
| Forrest Gump (1994)                                      | 1951-1981      | Vietnamoorlog o.a.                                                                                |
| Heavenly Creatures (1994)                                | 1952-1954      | Parker–Hulme moordzaak                                                                            |
| De Storm (2009)                                          | 1953           | Watersnood van 1953                                                                               |
| Dragon: The Bruce Lee Story (1993)                       | 1953-1973      | Levensloop Bruce Lee                                                                              |
| La battaglia di Algeri (1966)                            | 1954-1960      | Algerijnse Oorlog voor onafhankelijkheid                                                          |
| The Long Walk Home (1990)                                | 1955           | Montgomery-busboycot                                                                              |
| Das schweigende Klassenzimmer (2018)                     | 1956           | Oost-Duitse communistische dictatuur                                                              |
| Born Free (1966)                                         | 1956           | Levensloop Joy Adamson en George Adamson                                                          |
| Murder in the Heartland (1993, miniserie)                | 1957-1958      | Moordenreeks door Charles Starkweather en aansluitende strafzaken                                 |
| The Ambassador to Bern (2014)                            | 1958           | nasleep Hongaarse Opstand                                                                         |
| Badlands (1973)                                          | 1959           | Gebaseerd op de moorden van Charles Starkweather en Caril Ann Fugate                              |
| Blonde Dolly (1987)                                      | 1959           | Moord op prostituee Blonde Dolly                                                                  |
| Eichmann (2007)                                          | 1960-1962      | Verhoor van Adolf Eichmann door Mossad                                                            |
| Escape from Alcatraz (1979)                              | 1960-1962      | Ontsnapping van gevangeniseiland Alcatraz                                                         |
| Tropics of Blood (2010)                                  | 1960           | Verzet Minerva Mirabal en haar zussen tegen Trujillo-regime                                       |
| K-19: The Widowmaker (2002)                              | 1961           | Koude Oorlog                                                                                      |
| Thirteen Days (2000)                                     | 1962           | Koude Oorlog                                                                                      |
| The Help (2011)                                          | 1963           | Rassenscheiding in de Verenigde Staten                                                            |
| De Hel van '63 (2009)                                    | 1963           | Elfstedentocht 1963                                                                               |
| JFK (1991)                                               | 1963-1964      | Moordaanslag John F. Kennedy                                                                      |
| Mississippi Burning (1988)                               | 1964           | Rassenhaat in Amerika                                                                             |
| Path to War (2002)                                       | 1964-1968      | Begin van Vietnamoorlog                                                                           |
| Gardens of Stone (1987)                                  | 1965-1970      | Vietnamoorlog                                                                                     |
| Green Dragon (2001)                                      | 1965-1970      | Vietnamoorlog                                                                                     |
| The Hanoi Hilton (1987)                                  | 1965-1970      | Vietnamoorlog                                                                                     |
| We Were Soldiers (2002)                                  | 1965           | Vietnamoorlog                                                                                     |
| An American Crime (2007)                                 | 1965           | Marteling en moord op tienermeisje Sylvia Likens                                                  |
| The Right Stuff (1983)                                   | 1965-1968      | Ruimtevaart                                                                                       |
| Hamburger Hill (1987)                                    | 1967           | Vietnamoorlog                                                                                     |
| Full Metal Jacket (1987)                                 | 1967           | Vietnamoorlog                                                                                     |
| Heaven & Earth (1993)                                    | 1967           | Vietnamoorlog                                                                                     |
| Platoon (1986)                                           | 1967           | Vietnamoorlog                                                                                     |
| Good Morning, Vietnam (1987)                             | 1967-1968      | Vietnamoorlog                                                                                     |
| Girl, Interrupted (1999)                                 | 1967-1968      | Opname Susanna Kaysen in psychiatrische inrichting                                                |
| Apocalypse Now (1979)                                    | 1968           | Vietnamoorlog                                                                                     |
| Bobby (2006)                                             | 1968           | Moord op Robert F. Kennedy                                                                        |
| The Deer Hunter (1978)                                   | 1968           | Vietnamoorlog                                                                                     |
| The Dreamers (2003)                                      | 1968           | Parijse studentenrevolte                                                                          |
| The Trial of the Chicago 7 (2020)                        | 1968           | Opstand tijdens de Democratische Nationale Conventie, Chicago                                     |
| The Haunting of Sharon Tate (2019)                       | 1968-1969      | Moord op Sharon Tate                                                                              |
| Born on the Fourth of July (1989)                        | 1968-1970      | Vietnamoorlog                                                                                     |
| Apollo 13 (1995)                                         | 1968-1973      | Ruimtevaart                                                                                       |
| The Zodiac Killer (1971)                                 | 1968-1969      | Moorden van de Zodiac Killer                                                                      |
| The Zodiac (2005)                                        | 1968-1978      | Moorden en onderzoekszaak van de Zodiac Killer                                                    |
| Zodiac (2007)                                            | 1969-1983      | Opsporing en onderzoekszaak naar de Zodiac Killer                                                 |
| Extremely Wicked, Shockingly Evil and Vile (2019)        | 1969-1989      | Moorden en strafzaak van Ted Bundy                                                                |
| Midnight Express (1978)                                  | 1970-1975      | Drugssmokkel in Turkije Gevangenschap van Billy Hayes                                             |
| El Lobo (2004)                                           | 1970-1980      | Baskische aanslagen ETA                                                                           |
| The Pentagon Papers (2003)                               | 1971           | Geheimen van het Amerikaanse Ministerie van Defensie                                              |
| Shongram (2014)                                          | 1971           | Bevrijdingsoorlog in Bangladesh                                                                   |
| The Alphabet Killer (2008)                               | 1971-1973      | Alfabetmoorden                                                                                    |
| Munich (2005)                                            | 1972           | Aanslag Olympische Spelen 1972                                                                    |
| Bloody Sunday (2002)                                     | 1972           | Noord-Ierland aanslagen (IRA)                                                                     |
| Nixon (1995)                                             | 1972-1974      | Watergate leven van Nixon                                                                         |
| The Killing Fields (1984)                                | 1973           | Rode Khmer Regiem in Cambodja                                                                     |
| Colonia (2015)                                           | 1973           | Chileense staatsgreep                                                                             |
| Missing (1982)                                           | 1973           | Chileense staatsgreep en verdwijning van journalist Charles Horman                                |
| All the President's Men (1976)                           | 1973-1974      | Watergate-schandaal                                                                               |
| Watergate (1994)                                         | 1973-1974      | Watergate-schandaal                                                                               |
| In the Name of the Father (1993)                         | 1974           | Noord-Ierland aanslagen (IRA)                                                                     |
| The Hunt for Red October (1990)                          | 1975           | Koude Oorlog                                                                                      |
| Pasolini, un delitto Italiano (1995)                     | 1975           | Strafonderzoek en moord op Pier Paolo Pasolini                                                    |
| Stammheim - Die Baader-Meinhof-Gruppe vor Gericht (1986) | 1975-1977      | Strafproces tegen leden van de RAF                                                                |
| 7 Days in Entebbe (2018)                                 | 1976           | Operatie Entebbe - terrorisme in Oeganda                                                          |
| Victory at Entebbe                                       | 1976           | Operatie Entebbe - terrorisme in Oeganda                                                          |
| Love Is Forever (1983)                                   | ±1977          | Laos jaren '70 Leven journalist John Everingham                                                   |
| Mogadischu (2008)                                        | 1977           | Kaping Lufthansa-vlucht 181                                                                       |
| Persepolis (animatie, 2007)                              | ±1978-jaren 90 | Iraanse Revolutie, Persepolis                                                                     |
| Last Rampage: The Escape of Gary Tison                   | 1978           | Uitbraak van misdadigers Gary Tison en Randy Greenawalt uit de Arizona State gevangenis           |
| Charlie Wilson's War (2007)                              | 1979-1989      | Afghaanse Oorlog                                                                                  |
| Ballon (2018)                                            | 1979           | Ontsnapping met luchtballon in de DDR                                                             |
| A Cry in the Dark (1988)                                 | 1980           | Verdwijning van Azaria Chamberlain                                                                |
| A Taxi Driver (2017)                                     | 1980           | Bloedbad van Gwangju, Zuid-Korea                                                                  |
| Chapter 27 (2007)                                        | 1980           | Moord op John Lennon                                                                              |
| Heart of the Beholder (2005)                             | 1980           | Opening eerste videoverhuurzaken in Saint Louis                                                   |
| The Beast of War (1988)                                  | 1981           | Afghaanse Oorlog                                                                                  |
| The Capture of the Green River Killer (2008)             | 1982-1998      | Seriemoorden van de "Green River Killer"                                                          |
| The Accused (1988)                                       | 1983           | Gebaseerd op de groepsverkrachting en strafzaak van Cheryl Araujo                                 |
| De Heineken Ontvoering (2011)                            | 1983           | Ontvoering van Freddy Heineken                                                                    |
| Kidnapping Mr. Heineken (2015)                           | 1983           | Ontvoering van Freddy Heineken                                                                    |
| Chernobyl: The Final Warning (1991)                      | 1986           | Kernramp van Tsjernobyl                                                                           |
| Cool Runnings (1993)                                     | 1988           | Bobsleeteam Jamaica op de Olympische Winterspelen 1988                                            |
| Good Bye, Lenin! (2003)                                  | 1989           | Val van de Berlijnse Muur                                                                         |
| Our Guys: Outrage at Glen Ridge (1999)                   | 1989           | Verkrachtingszaak Glen Ridge, New Jersey                                                          |
| The Beautiful Country (2004)                             | 1990           | Vietnam-syndrome                                                                                  |
| Jarhead (2005)                                           | 1990-1991      | Eerste Golfoorlog                                                                                 |
| Bravo Two Zero (1999)                                    | 1991           | Eerste Golfoorlog                                                                                 |
| Live from Baghdad (2002)                                 | 1990-1991      | Eerste Golfoorlog                                                                                 |
| The Amy Fisher Story (1993)                              | 1991-1992      | Affaire van Amy Fisher en moordpoging op Mary Jo Buttafuoco                                       |
| Primary Colors (1998)                                    | 1992           | Presidentiële campagne van Bill Clinton                                                           |
| Welcome to Sarajevo                                      | 1992           | Bosnische Burgeroorlog                                                                            |
| Black Hawk Down (2001)                                   | 1992-1993      | Somalische Burgeroorlog                                                                           |
| Beautiful People (1999)                                  | 1993           | Bosnische Burgeroorlog                                                                            |
| Boys Don't Cry (1999)                                    | 1993           | Levensverhaal Teena Renae Brandon                                                                 |
| Hotel Rwanda (2004)                                      | 1994           | Oorlog in Midden-Afrika                                                                           |
| Wild (2014)                                              | 1995           | Voettocht over de Pacific Crest Trail van Cheryl Strayed                                          |
| Quo vadis, Aida? (2020)                                  | 1995           | Val van Srebrenica                                                                                |
| Les Hirondelles de Kaboul (2018, animatie)               | 1998           | Taliban-regime Islamitisch emiraat Afghanistan (1996-2001)                                        |
| De veroordeling (2021)                                   | 1999           | Deventer moordzaak                                                                                |
| Held Hostage (2009)                                      | 2000           | Gijzeling van Michelle Ramskill-Estey en haar dochter                                             |
| Kursk (2018)                                             | 2000           | Scheepsramp Koersk                                                                                |
| The Breadwinner (2017, animatie)                         | 2001           | Taliban-regime Islamitisch emiraat Afghanistan (1996-2001)                                        |
| Rohtenburg (2006)                                        | 2001           | Gebaseerd op de kannibalistische moord door Armin Meiwes                                          |
| Spotlight (2015)                                         | 2001           | Kindermisbruikschandaal binnen de Katholieke Kerk aan het licht gebracht door de The Boston Globe |
| United 93 (2006)                                         | 2001           | Terrorisme                                                                                        |
| World Trade Center (2006)                                | 2001           | Terrorisme Aanslagen op 11 september 2001                                                         |
| Bad Education (2019)                                     | 2002-2004      | Verduisteringsschandaal op Roslyn Union Free School District                                      |
| Soul Surfer (2011)                                       | 2003           | Levensverhaal Bethany Hamilton na haaienaanval                                                    |
| Megan Leavey (2017)                                      | 2005-2006      | Irakoorlog Levensverhaal korporaal Megan Leavey                                                   |
| Natalee Holloway (2009)                                  | 2005           | Verdwijning van Natalee Holloway                                                                  |
| The Queen (2006)                                         | 2006           | Het Engelse koningshuis                                                                           |
| Amanda Knox: Murder on Trial in Italy (2011)             | 2007-2009      | Justitiële dwaling in Italië inzake Amanda Knox                                                   |
| Hotel Mumbai (2018)                                      | 2008           | Aanslagen in Mumbai op 26 november 2008                                                           |
| Deepwater Horizon (2016)                                 | 2010           | Olieramp BP-boorplatform Deepwater Horizon                                                        |
| Justice for Natalee Holloway (2011)                      | 2010           | Zaak-Holloway                                                                                     |
| Utøya 22. juli (2018)                                    | 2011           | Terrorisme op eiland Utøya                                                                        |
| 22 July (2018)                                           | 2011           | Terrorisme in Noorwegen                                                                           |
| Brexit: The Uncivil War (2019)                           | 2016           | Referendum "Vote Leave" tijdens de Brexit-campagne                                                |

## Gerelateerde onderwerpen
- Historisch drama (filmgenre)
- Lijst van films
- Lijst van oorlogsfilms
- Lijst van biopics
- Lijst van westerns
- Lijst van rampenfilms
- Lijst van piratenfilms